# Iglesia de Santiago (Écija)
La iglesia de Santiago o Iglesia de Santiago el Mayor de Écija (provincia de Sevilla, España) se encuentra situada en la plaza de Santiago. Fue declarado Bien de Interés Cultural en calidad de Monumento histórico-artístico desde 1983. Es la sede canónica de la Hermandad de Santiago, o de los Estudiantes.

## Historia
En el actual emplazamiento de la iglesia existía una ermita, emplazada en extramuros, de la cual puede ser resto la portada situada a los pies de la nave principal. A mediados del siglo XV adquiere categoría parroquial, con lo que se proyecta edificar un templo de grandes dimensiones. Dicha proyección era totalmente abovedada, por influencia de la catedral de Sevilla, pero por circunstancias no conocidas, el templo se acomodó a la composición general de las construcciones mudéjares de tipo parroquial. 
Al fondo del actual templo existía una torre, presumiblemente mudejárica, cuando Diego de Velasco, Maestro mayor de obras, concertó la ejecución de una nueva en el mismo lugar y con arreglo a las condiciones establecidas por Pedro Díaz de Palacios, Maestro mayor del Arzobispado. Dicha torre se vio afectada por el terremoto de 1684 y muy gravemente en los de 1755 y 1756. En informe del 7 de marzo de 1757 del Maestro Mayor Juan Núñez, propone la demolición de la existente y la construcción de una nueva en el lugar donde se encuentra actualmente.

## Descripción
Se trata del edificio eclesiástico más interesante del Conjunto Histórico Astigitano, siendo una de las iglesias más elegantes de Andalucía perteneciente al estilo gótico-mudéjar del siglo XV. En el bajo Renacimiento y principios del Barroco el templo gozó de importantes reformas, como por ejemplo en la torre, la Capilla Sacramental, el hermoso patio claustrado irregular con su puerta de ingreso coronada por un ventanal de formas flamígeras, el coro, el oratorio, la sala de tacas y la sacristía.
La torre actual se construyó entre 1757 y 1766, se trata de las más típicas de la ciudad, con su gran cuerpo de ladrillo decorado con azulejos de influencia local.

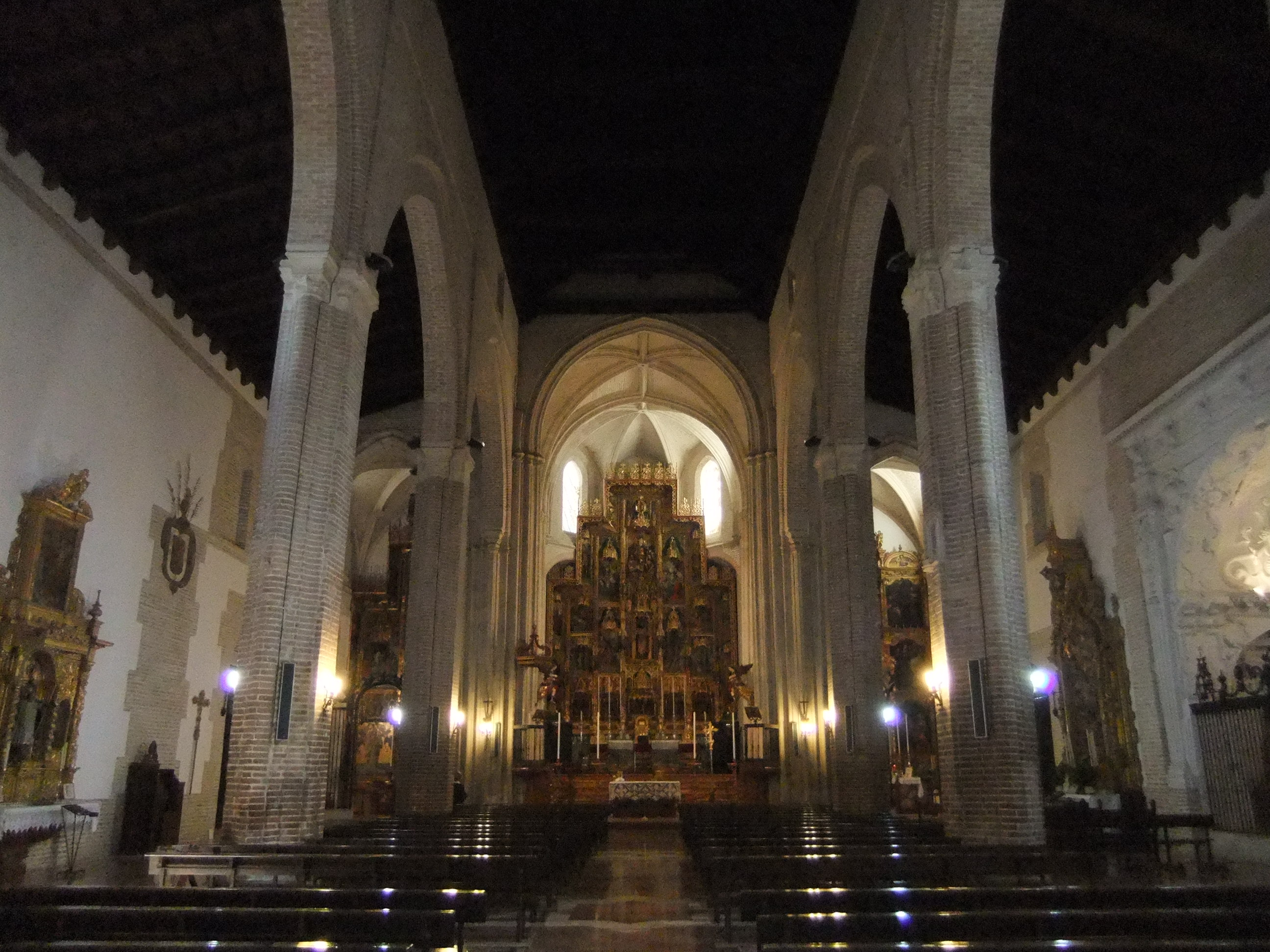
Altar mayor de la Iglesia de Santiago de Écija

El interior del templo es de estilo mudéjar, con planta rectangular y tres naves cubiertas por artesonados de madera. La central en artesa y a un agua las laterales.

### Retablo Mayor
Pieza excepcional del tesoro artístico ecijano es el retablo principal de esta iglesia, donde pinturas y esculturas forman un conjunto de gran armonía estética y artística. Está tallado en estilo de transición del Gótico al Renacimiento, con relieves y esculturas de Jorge Fernández y pinturas sobre tabla firmadas por Alejo Fernández Alemán en el 1538. La imagen de Santiago ocupa la hornacina principal con escenas de la Resurrección, Entrada de Jesús en Jerusalén, Lavatorio, Oración en el Huerto, Prendimiento y Jesús ante Pilatos. Esta soberbia pieza está considerada como el retablo más importante después del de la Catedral de Sevilla.

### Nave de la Epístola
En la nave de la Epístola, a la derecha comenzando por los pies de la iglesia, se halla una capilla con la imagen de la Divina Pastora, a continuación una puerta que comunica con el patio trasero, y la Capilla de los Montero, construida en el año 1630 y reformada en el siglo XVIII, que estuvo presidida por la imagen de la Virgen de Gracia hasta la bendición en 1998 de la imagen de Ntro. P. Jesús Nazareno de la Misericordia, atribuido a José Montes de Oca (Titular de la Hermandad de Santiago), obra del s. XVIII. Acompañan a dicha talla las imágenes de San Pedro y San Juan Evangelista. En la capilla se pueden observar máscaras y elementos con influencias sudamericanas, esto se debe a la persona que encargó su construcción, ecijano que en la época de la conquista de América realizó viajes al “Nuevo Mundo”. Seguidamente se encuentra un retablo del siglo XVIII tallado en bajo relieve dedicado a las Ánimas.
La capilla situada a la derecha del altar mayor, cerrada por reja, alberga la imagen de la Nuestra Señora de los Dolores, atribuida a la Roldana en 1700 aproximadamente. Es la titular de la Hermandad de Santiago.

### Nave del Evangelio
En la nave del Evangelio, a la izquierda del retablo situado junto al altar, hay que mencionar las pinturas atribuidas a Pedro de Campaña, el pintor máximo de la Escuela sevillana de pintura del siglo XVI y presidiendo el conjunto, la magnífica imagen del Cristo de la Expiración considerado como una de las obras maestras de Pedro Roldán.
En esta nave se encuentran los retablos de San Blas, Sagrado Corazón de Jesús y San José.

## Leyenda

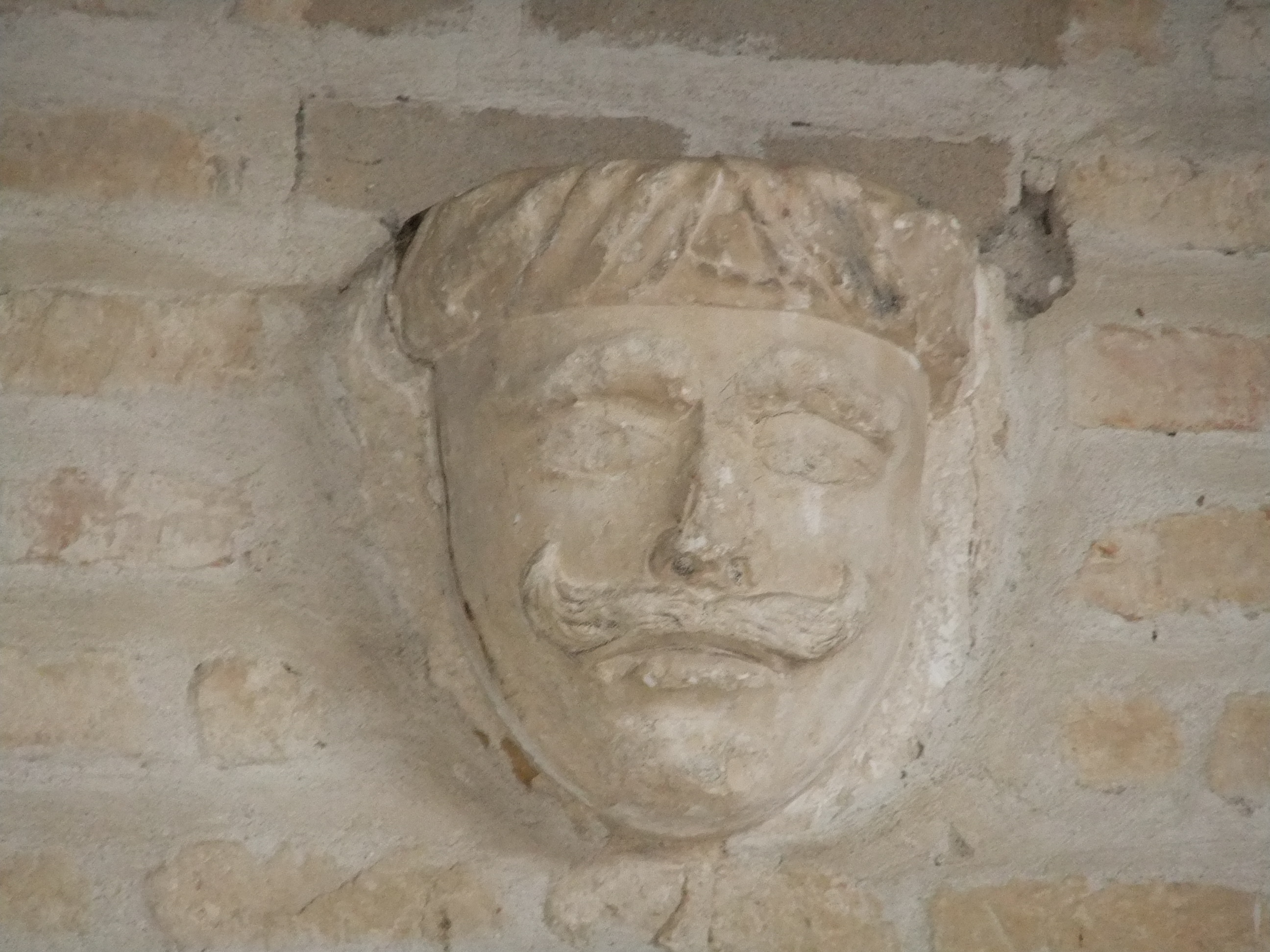
Detalle de la cabeza del "Moro" en la base de la torre.

Según cuenta la leyenda en el lugar donde hoy se ubica la actual torre, se halla enterrado un moro que data del año 756. La leyenda cuenta lo siguiente:
Écija, en esta fecha, tuvo que ser dotada de un Cadí. Para la elección se escogieron a varios distinguidos “santones” para que sirvieran de mesa electoral. En el lugar donde hoy se ubica la torre, se colocó un santón que, al observar que el partido electoral del que él era partidario iba perdiendo, se tragó unas cuantas bolas del partido contrario, con tan mala suerte que un centinela lo vio y fue juzgado, degollado y enterrado en el lugar donde se cometió el delito. Se elevó una especie de monumento funerario encima de la tumba del Santón, pues era creencia árabe, que con el tiempo y las elecciones legales, el cuerpo del Santón se iría filtrando por los ladrillos y piedras del monumento. Desde aquella fecha se han sucedido multitud de elecciones y el pobre Santón sólo ha podido emerger la cabeza.

## Galería de imágenes

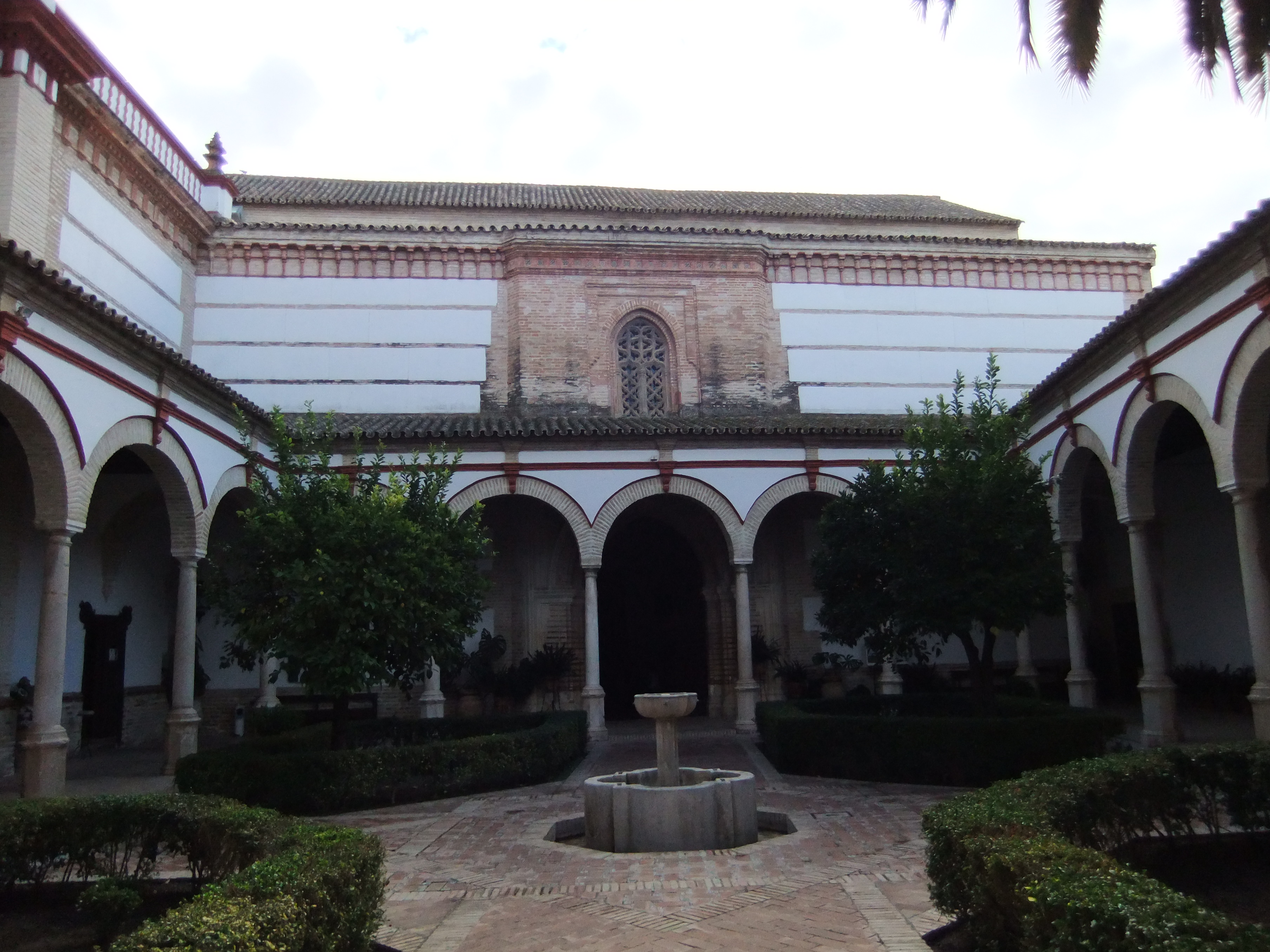
Patio de entrada de la Iglesia.
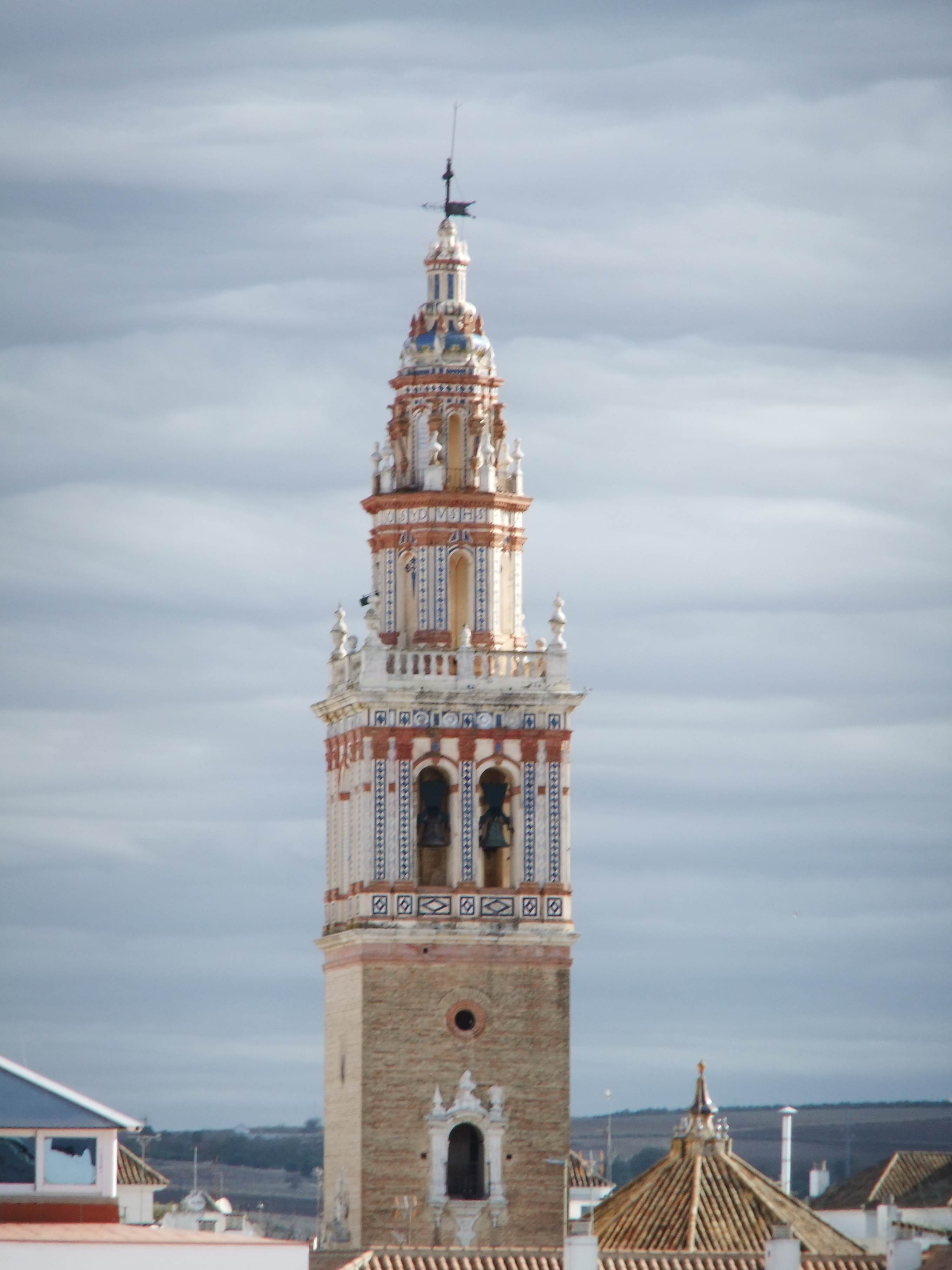
Torre de la Iglesia de Santiago.
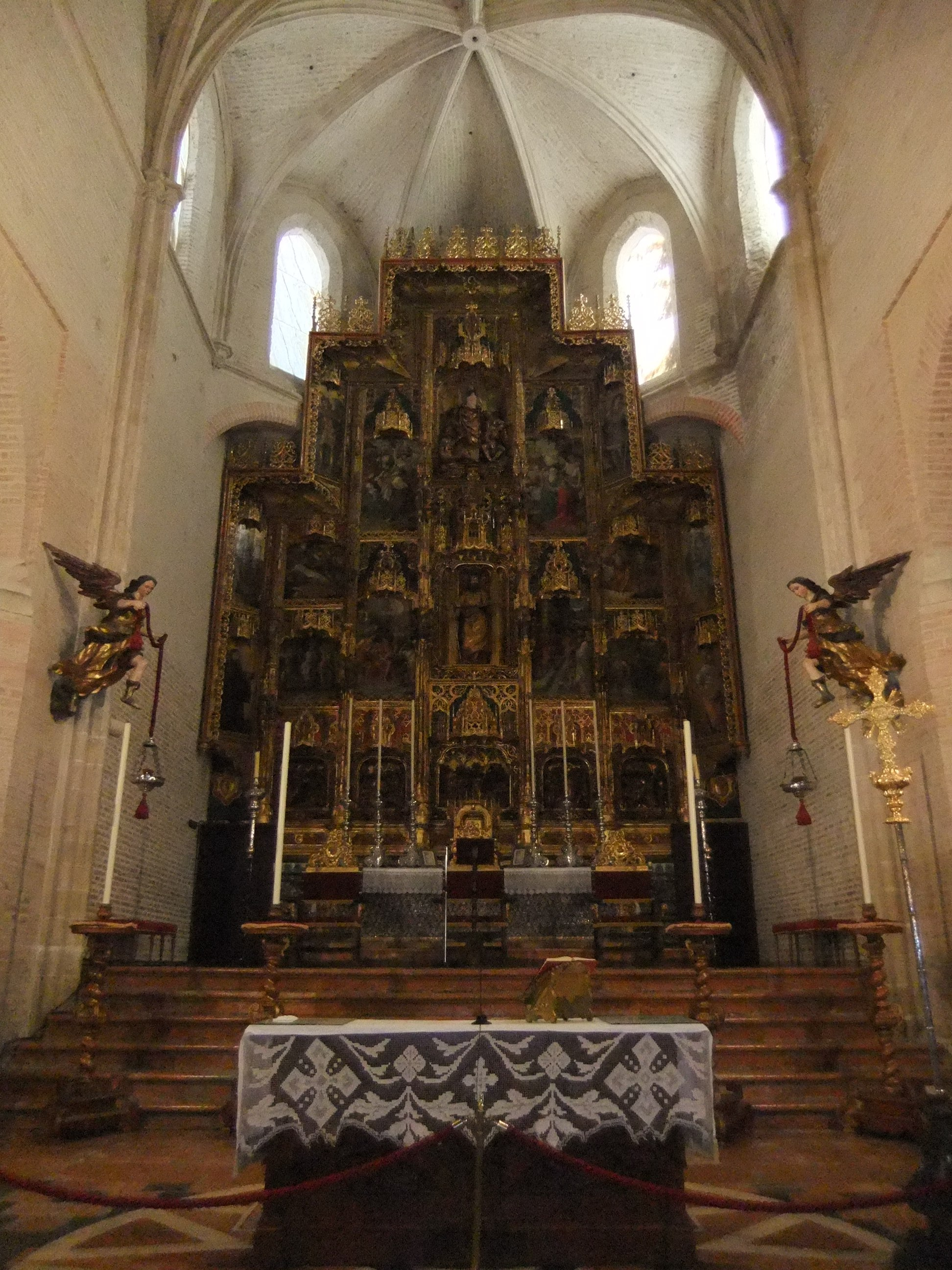
Altar mayor.
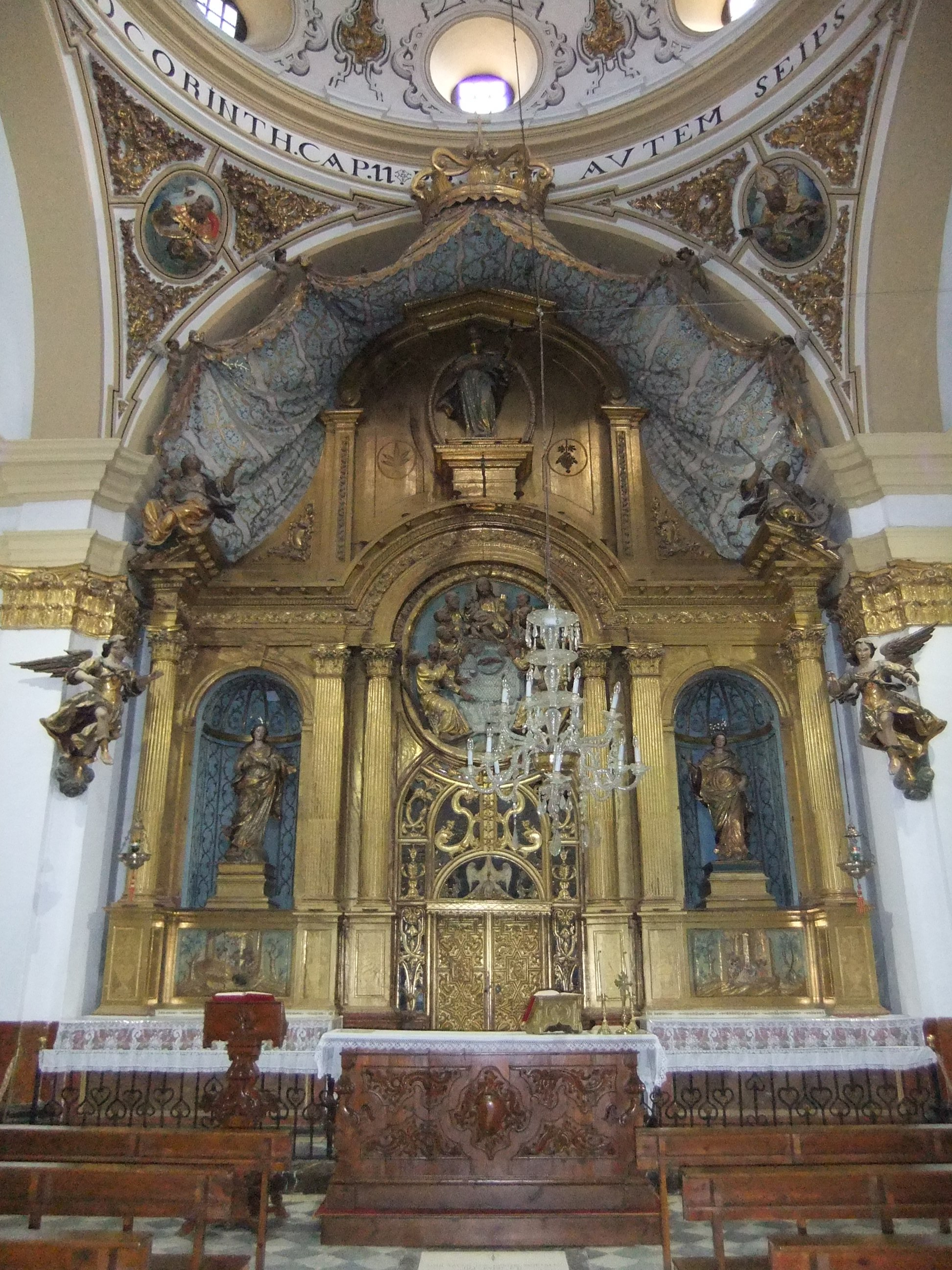
Sagrario de la Iglesia de Santiago.